# Эскадренные миноносцы типа «Тракстан»
Эскадренные миноносцы типа «Тракстан» — серия из трёх эскадренных миноносцев, построенных для ВМС США компанией Maryland Steel Company в 1899—1903 годах и прослуживших до 1919 года.
На момент постройки были самыми крупными эсминцами в мире, благодаря чему отличались хорошей обитаемостью. Были предусмотрены отдельные кубрики для офицеров и матросов. Корпус стальной. В конструкции полностью отсутствовало дерево, мебель металлическая, стены облицованы асбестовыми плитами. Ориентировочная стоимость постройки составила $285 000.
Двигательная установка паровая, 4 водотрубных котла Thorneycroft, вертикальные паровые машины тройного расширения. Нормальный запас угля составлял 25 тонн, максимальный — 202 тонны.
Вооружение состояло из двух 457-мм торпедных аппаратов, двух 76-мм и шести 6-фунтовых скорострельных пушек.
Все три корабля участвовали в Первой мировой войне, эскортируя конвои. После выхода из состава флота в 1920 году переоборудованы в коммерческие суда.

## Состав серии
| Название | Номер | Верфь    | Заложен    | Спущен     | В строю    | Списан     |
| -------- | ----- | -------- | ---------- | ---------- | ---------- | ---------- |
| Truxtun  | DD-14 | Maryland | 13.11.1899 | 15.08.1901 | 11.09.1902 | 18.07.1919 |
| Whipple  | DD-15 | Maryland | 13.11.1899 | 15.08.1901 | 17.02.1903 | 07.07.1919 |
| Worden   | DD-16 | Maryland | 13.11.1899 | 15.08.1901 | 17.03.1903 | 13.07.1919 |